# Contrato de agencia
El contrato de agencia es el contrato en virtud del cual una persona física o jurídica (el agente) asume de forma estable y permanente el encargo, en nombre y por cuenta de otro y a cambio de una retribución, de promover y concluir contratos como intermediario independiente, sin asumir por ello, salvo pacto en contrario, el riesgo y ventura de dichas operaciones.

## Su regulación en el derecho español
Inicialmente un contrato atípico, la promulgación de la Ley 12/1992 sobre el Contrato de agencia (LCA) supuso la tipificación de este contrato en el ordenamiento jurídico español. Esta ley transpuso la Directiva 86/653/CEE de 18 de diciembre de 1986, la cual, a su vez, es una síntesis de diversas concepciones jurídicas, como la anglosajona, pero con predominio del derecho alemán, que fue el primero en regular este contrato. La LCA completa las normas de la Directiva y ha de ser interpretada de conformidad con ésta.
El agente es, de acuerdo con el artículo 1 de la LCA, un intermediario independiente. Es, por lo tanto, un sujeto diferente del representante o viajante de comercio, ya que este se encuentra vinculado por una relación laboral con el empresario y generalmente no puede organizar su actividad profesional ni el tiempo dedicado a la misma conforme a sus propios criterios. Como consecuencia de este carácter de intermediario independiente, el contrato que une a agente y empresario es mercantil, presumiendo la LCA que el agente persona física es comerciante y si fuese una sociedad, sociedad mercantil.
La actividad del agente consiste en promover o promover y concluir, personalmente o mediante sus dependientes, los actos u operaciones de comercio que le hubiesen sido encomendadas por el empresario, ante el que responderá personalmente, no solo por su propia actividad, sino también por la de sus dependientes.
Salvo pacto en contrario, el agente puede llevar a cabo su actividad por cuenta de uno o más empresarios, siendo posible un pacto de exclusividad en favor de uno solamente. En todo caso, el agente necesitará el consentimiento del empresario con el cual haya celebrado un contrato de agencia para ejercer por cuenta propia o de un tercero una actividad profesional relacionada con bienes o servicios que sean de naturaleza igual o análoga y concurrentes o competitivos con los bienes o servicios objeto del contrato inicial.
El contrato de agencia es consensual y necesariamente retribuido.

### Obligaciones del agente
Sus obligaciones se encuentran presididas por el deber genérico de actuar de forma leal y de buena fe, velando en todo momento por los intereses del empresario por cuya cuenta actúa. Además, y en virtud de lo establecido en el artículo 9.2 de la LCA, el agente estará obligado a:
- Ocuparse de la promoción y, si es caso, también de la conclusión de los actos u operaciones que se le hubieren encomendado.
- Comunicar al empresario la información que tenga relativa a la solvencia de los terceros con los cuales existiesen operaciones pendientes de conclusión o ejecución.
- Desarrollar su actividad conforme a las instrucciones que recibiese del principal, siempre que no afecten a su independencia.
- Recibir, en nombre del empresario, cualquier tipo de reclamación de terceros sobre defectos o vicios de calidad o cantidad de los bienes vendidos y los servicios prestados como consecuencia de las operaciones promovidas, aunque no las hubiera concluido.
- Llevar una contabilidad independiente de los actos u operaciones relativos a cada uno de los empresarios por cuya cuenta actúe.

### Obligaciones del empresario
El empresario o principal también está obligado a actuar de acuerdo con el deber genérico de lealtad y buena fe. Asimismo, el artículo 10 de la LCA establece un conjunto de obligaciones más concretas:
- Poner a disposición del agente, con la antelación suficiente y en la cantidad apropiada, los muestrarios, catálogos, tarifas y demás documentos necesarios para el ejercicio de su actividad profesional.
- Procurar al agente todas las informaciones necesarias para la ejecución del contrato de agencia y, en particular, hacerle saber cuando proceda que el volumen de actos u operaciones será sensiblemente inferior al que el agente hubiera podido esperar.
- Satisfacer la remuneración pactada de acuerdo con el sistema escogido, que podrá consistir en una cantidad fija, en una comisión, normalmente pactada en función del volumen de ventas, o en una combinación de ambos sistemas. La remuneración es un elemento esencial del contrato, por lo que, en defecto de pacto, la retribución se fijará de acuerdo con los usos de la plaza en la que el agente desarrolle su actividad; a falta de estos, corresponderá al juez establecer la retribución que considere razonable.
- En el término de quince días, el empresario deberá comunicar al agente la aceptación o el rechazo de la operación comunicada. Asimismo habrá de comunicar al agente, dentro del plazo más breve posible, habida cuenta de la naturaleza de la operación, la ejecución, la ejecución parcial o la falta de ejecución de ésta.

### Prohibición de competencia
Entre las estipulaciones del contrato de agencia, las partes podrán incluir una restricción o limitación de las actividades profesionales a desarrollar por parte del agente una vez extinguido el contrato, extendiendo los efectos de éste una vez finalizado.
El pacto de limitación de competencia no podrá tener una duración superior a dos años a contar desde la extinción del contrato de agencia. Si el contrato de agencia se hubiese pactado por un periodo menor, el pacto de limitación de competencia no podrá tener una duración superior a un año.
Para que este pacto se considere válido, el artículo 21 de la LCA establece una serie de requisitos:
- Habrá de formalizarse por escrito.
- Solamente podrá extenderse a la zona geográfica o a ésta y al grupo de personas confiadas al agente.
- Solamente podrá afectar a la clase de bienes o de servicios objeto de los actos u operaciones promovidas o concluidas por el agente.

### Extinción del contrato
Tal y como establece el artículo 23 de la LCA, el contrato de agencia podrá pactarse por tiempo determinado o indefinido. En caso de que no se haya fijado una duración determinada, se entenderá que el contrato ha sido pactado por tiempo indefinido.
El contrato por tiempo definido se extinguirá por el cumplimiento del término pactado. Sin perjuicio de ello, los contratos de agencia por tiempo determinado que continúen siendo ejecutados por ambas partes después de transcurrido el término inicialmente previsto serán considerados como contratos de duración indefinida.
En cuanto al contrato por tiempo indefinido, el artículo 25 de la LCA establece que se extinguirá por la denuncia unilateral de cualquiera de las dos partes mediante preaviso por escrito. El plazo de preaviso será de un mes por cada año de vigencia del contrato, con un máximo de seis meses. Si el contrato de agencia hubiese estado vigente por un periodo inferior a un año, el plazo de preaviso será de un mes.
Las partes podrán pactar mayores plazos de preaviso, sin que el plazo para el preaviso del agente pueda ser inferior al establecido para el preaviso del empresario. 
No será preciso preaviso en caso de incumplimiento total o parcial por la otra parte de sus obligaciones legales o contractuales o en caso de que sea declarada en concurso. En estos casos, se entiende que el contrato finaliza en el momento de la recepción de la notificación escrita en que conste la voluntad de darlo por extinguido y la causa de la extinción.
Tampoco será necesario preaviso en caso de muerte o declaración de defunción del agente. En cambio, y en el supuesto de que el difunto sea el empresario, sus herederos habrán de respetar el preaviso establecido si quieren dar por finalizado el contrato.

#### Indemnizaciones
El agente, en caso de denuncia tiene derecho a dos clases de indemnización: la indemnización por clientela y la indemnización por daños y perjuicios.
La acción para exigir ambas indemnizaciones prescribe al año, a contar desde la extinción del contrato. Para interrumpir la prescripción es válida tanto la reclamación judicial como la extrajudicial.

##### Indemnización por clientela
Cuando se extinga el contrato de agencia, sea éste por tiempo determinado o indefinido, el agente que hubiese aportado nuevos clientes al empresario o incrementado sensiblemente las operaciones con la clientela preexistente, tendrá derecho a una indemnización si su actividad anterior puede continuar produciendo ventajas substanciales al empresario y resulta equitativamente procedente por la existencia de pactos de limitación de competencia, por las comisiones que pierda o por otras circunstancias que concurran.
El derecho a la indemnización por clientela existe también en el caso de que el contrato se extinguiese por muerte o declaración de defunción del agente. 
La indemnización no podrá exceder, en ningún caso, del importe medio anual de las remuneraciones percibidas por el agente durante los últimos cinco años o, durante todo el periodo de duración del contrato, si éste fuese inferior.

##### Indemnización por daños y perjuicios
Sin perjuicio de la indemnización por clientela, el empresario que denuncie unilateralmente el contrato de agencia de duración indefinida vendrá obligado a indemnizar los daños y perjuicios que la extinción anticipada haya causado al agente, siempre que la misma no permita la amortización de los gastos que el agente, instruido por el empresario, haya realizado para la ejecución del contrato.

##### Supuestos de inexistencia del derecho a la indemnización
De acuerdo con el artículo 30 de la LCA, el agente no tendrá derecho a la indemnización por clientela o por daños y perjuicios en los siguientes supuestos: 
- Cuando el empresario hubiese extinguido el contrato por incumplimiento de las obligaciones legales o contractuales establecidas a cargo del agente.
- Cuando el agente hubiese denunciado el contrato, salvo que la denuncia tuviera como causa circunstancias imputables al empresario, o se fundara en la edad, la invalidez o la enfermedad del agente y no pueda exigírsele razonablemente la continuidad de sus actividades.
- Cuando, con el consentimiento del empresario, el agente hubiese cedido a un tercero los derechos y las obligaciones de los cuales era titular en virtud del contrato de agencia.